# Horst Sindermann
Pour les articles homonymes, voir Sindermann.
Horst Sindermann, né le 5 septembre 1915 à Dresde et mort le 20 avril 1990 à Berlin-Est, est un homme politique allemand. Il est président du Conseil des ministres de la République démocratique allemande de 1973 à 1976, et président du Chambre du peuple de 1976 à 1989.

## Biographie
Membre du Parti communiste d'Allemagne, Horst Sindermann a passé la Seconde Guerre mondiale en prison. Après la guerre, il est éditorialiste et responsable des sections de Chemnitz et Leipzig du Parti socialiste unifié d'Allemagne (SED). Entre 1954 et 1963, il dirige le département d'agitation du Comité central du SED. En 1961, en tant que chef du département d'agitation au Comité central, il invente le terme « rempart antifasciste » pour le mur de Berlin.
Député à la Chambre du peuple de 1963 à 1969, puis président de cette Chambre de 1976 à 1989, il est également membre du bureau politique. En tant que représentant du SED, Horst Sindermann prend la parole lors des commémorations de la libération du camp de concentration de Sachsenhausen au Mémorial national de la RDA.
Il est exclu du SED/PDS le 3 décembre 1989 et est temporairement placé en détention préventive. Le parquet ainsi qu'une commission de la Chambre du peuple enquêtent sur lui, le soupçonnant d'avoir abusé de ses privilèges. Il n'y a cependant pas eu d'inculpation.